# 王重平
王重平（英語：Wang Chung-ping, 1947年—）是一位台湾建筑师。

## 生平
1947年出生于北京，1971年毕业于東海大學，1973年毕业于圣路易斯华盛顿大学，1978年与李祖原共同成立李祖原联合建筑师事务所。1980年成为公司合伙人，2004年担任淡江大學建筑系教授，2009年担任國立臺灣科技大學建筑系教授。

## 作品

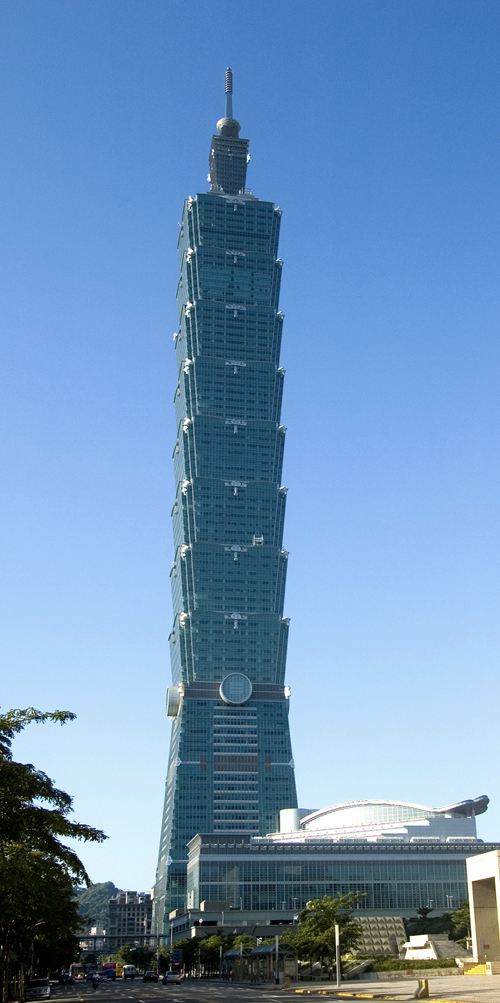
台北101主要设计师李祖原和王重平

- 台湾
  - 宏國大樓
  - 長谷世貿聯合國
  - 遠企中心辦公大樓
  - 高雄85大樓
  - 台中晶華飯店
  - 中台禪寺
  - 台北101